# Smicroloba quadripunctata
Smicroloba quadripunctata là một loài bướm đêm trong họ Noctuidae.